# Lebak Wangi
Lebak Wangi is een bestuurslaag in het regentschap Tangerang van de provincie Banten, Indonesië. Lebak Wangi telt 22.083 inwoners (volkstelling 2010).